# Bella ciao
"Bella ciao" (phát âm tiếng Ý: [ˈbɛlla ˈtʃaːo]; "Giã biệt người xinh đẹp") là bài hát dân ca phản kháng của người Ý có nguồn gốc trong sự gian khổ của những người phụ nữ mondina, những người làm trên cánh đồng trong thế kỷ 19, họ đã hát bài hát này để phản đối chống lại điều kiện làm việc khắc nghiệt trên những cánh đồng Bắc Ý. Bài hát được công nhận như là một bản nhạc của phong trào kháng chiến chống Phát xít: bởi những chiến sĩ du kích Ý giai đoạn 1943 và 1945 trong cuộc kháng chiến của Ý, cuộc kháng chiến của các chiến sĩ du kích Ý chống lại lực lượng Đức Quốc xã đang chiếm đóng nước Ý, giai đoạn Nội chiến Ý, và chiến sĩ du kích Ý chiến đấu chống lại Cộng hòa Xã hội Ý phát xít và đồng minh của Đức Quốc xã. Các phiên bản của "bella ciao" được sử dụng phổ biến trên toàn thế giới như một bài thánh ca chống phát xít về tự do và kháng chiến.

## Lịch sử
"Bella Ciao" ban đầu được hát là "Alla mattina appena alzata" bởi những người lao động thời vụ trên những cánh đồng lúa, đặc biệt là khu vực Thung lũng Po Ý từ cuối thế kỷ 19 tới nửa đầu thế kỷ 20 với những ca từ khác nhau. Họ làm công việc monda (nhổ cỏ dại) trên những cánh đồng lúa miền Bắc Ý, để giúp cho cây mạ tăng trưởng khỏe mạnh. Công việc diễn ra trong thời gian làm ngập nước trên các cánh đồng, từ cuối tháng 4 đến đầu tháng 6 hàng năm, trong đó các nhánh cây mới đẻ thanh mảnh cần được bảo vệ, trong giai đoạn đầu phát triển của cây mạ, từ sự chênh lệch nhiệt độ giữa ngày và đêm. Nó bao gồm hai giai đoạn: cấy cây và nhổ cỏ dại. Monda là một nhiệm vụ cực kỳ vất vả, chủ yếu được thực hiện bởi những người phụ nữ được gọi là mondina, từ các tầng lớp nghèo nhất trong xã hội. Họ sẽ dành cả ngày làm việc với đôi chân trần ngập nước đến đầu gối và cong lưng trong nhiều giờ. Điều kiện làm việc vất vả, thời gian dài và lương rất thấp dẫn đến sự bất mãn liên tục và đôi khi dẫn đến các phong trào nổi loạn và chống đối trong những năm đầu thế kỷ 20. Cuộc phản kháng chống lại quản lý chủ đất khá khó khăn, do rất nhiều người lao động bí mật sẵn sàng thỏa hiệp mức lương đã thấp chỉ để có được một công việc. Bên cạnh "Bella ciao", những bài hát tương tự của phụ nữ mondina bao gồm "Sciur padrun da li beli braghi bianchi" và "Se otto ore vi sembran poche".
Các phiên bản tương tự khác trước đó của "Bella ciao" đã xuất hiện trong nhiều năm, cho thấy "Alla mattina appena alzata" phải được sáng tác vào nửa sau của thế kỷ 19. Phiên bản viết sớm nhất có niên đại 1906 và xuất phát từ gần Vercelli, Piedmont.
"Bella ciao" đã được hồi sinh nhờ phong trào kháng chiến chống phát xít hoạt động ở Ý trong khoảng thời gian 1943-1945 với những ca từ kháng chiến khác nhau. Tác giả lời bài hát không rõ là ai.
Bài hát bị cấm ở một số vùng miền Bắc nước Ý năm 2015.

## Bản nhạc
Ca sĩ dân ca Ý Giovanna Daffini đã thu âm bài hát năm 1962. Bài hát có nhịp bốn.

## Lời bài hát

### Phiên bản Mondine
| Lời Ý | Dịch tiếng Việt |
| --- | --- |
| Alla mattina appena alzata o bella ciao bella ciao bella ciao, ciao, ciao alla mattina appena alzata in risaia mi tocca andar. E fra gli insetti e le zanzare o bella ciao bella ciao bella ciao ciao ciao e fra gli insetti e le zanzare un dur lavoro mi tocca far. Il capo in piedi col suo bastone o bella ciao bella ciao bella ciao ciao ciao il capo in piedi col suo bastone e noi curve a lavorar. O mamma mia o che tormento o bella ciao bella ciao bella ciao ciao ciao o mamma mia o che tormento io t'invoco ogni doman. Ed ogni ora che qui passiamo o bella ciao bella ciao bella ciao ciao ciao ed ogni ora che qui passiamo noi perdiam la gioventù. Ma verrà un giorno che tutte quante o bella ciao bella ciao bella ciao ciao ciao ma verrà un giorno che tutte quante lavoreremo in libertà. | Vào mỗi buổi sáng Tôi phải thức dậy oh bella ciao, bella ciao, bella ciao, ciao, ciao Vào mỗi buổi sáng Tôi phải thức dậy Tôi phải đi tới những cánh đồng lúa gạo Cánh đồng đầy muỗi và côn trùng ở khắp nơi oh bella ciao, bella ciao, bella ciao, ciao, ciao Cánh đồng đầy muỗi và côn trùng ở khắp nơi Công việc cật lực mà tôi phải làm. Ông chủ đang đứng với cây gậy của mình oh bella ciao, bella ciao, bella ciao, ciao, ciao Ông chủ đang đứng với cây gậy của mình chúng tôi đang làm với cái lưng cong. Ôi chúa của tôi, sao khổ thế này oh bella ciao, bella ciao, bella ciao, ciao, ciao Ôi chúa của tôi, sao khổ thế này Đây là câu hỏi của tôi mỗi ngày. Mỗi giờ trôi qua chúng tôi tự nhủ oh bella ciao, bella ciao, bella ciao, ciao, ciao Mỗi giờ trôi qua chúng tôi tự nhủ Tuổi trẻ mất dần cùng với sức lực. Ngày ấy sẽ đến khi tất cả chúng ta oh bella ciao, bella ciao, bella ciao, ciao, ciao Ngày ấy sẽ đến khi tất cả chúng ta Sẽ có một công việc tự do. |

### Phiên bản du kích
| Tiếng Ý | Tiếng Việt |
| --- | --- |
| Una mattina mi son alzato, o bella ciao, bella ciao, bella ciao ciao ciao! Una mattina mi son alzato e ho trovato l'invasor. O partigiano portami via, o bella ciao, bella ciao, bella ciao ciao ciao o partigiano portami via che mi sento di morir. E se io muoio da partigiano, o bella ciao, bella ciao, bella ciao ciao ciao, e se io muoio da partigiano tu mi devi seppellir. Seppellire lassù in montagna, o bella ciao, bella ciao, bella ciao ciao ciao, seppellire lassù in montagna sotto l'ombra di un bel fior. E le genti che passeranno, o bella ciao, bella ciao, bella ciao ciao ciao, e le genti che passeranno mi diranno «che bel fior.» Questo è il fiore del partigiano, o bella ciao, bella ciao, bella ciao ciao ciao, questo è il fiore del partigiano morto per la libertà | Một sáng sớm nọ Tôi tỉnh giấc nồng, oh bella ciao, bella ciao, bella ciao, ciao, ciao! Sáng sớm hôm ấy Tôi tỉnh dậy từ trong mộng Thấy lũ xâm lược đánh chiếm quê hương tôi. Đội du kích ơi hãy cho tôi theo với, oh bella ciao, bella ciao, bella ciao, ciao, ciao Đội du kích ơi để tôi đi theo với Tôi không thể nhẫn nhịn nữa rồi. Nếu tôi hi sinh khi làm du kích, oh bella ciao, bella ciao, bella ciao, ciao, ciao Nếu thân du kích này phải lìa xa cuộc đời Xin người hãy chôn cất cho tôi. Ở chốn núi cao phóng tầm mắt ra xa, oh bella ciao, bella ciao, bella ciao, ciao, ciao Chôn cất tôi trên đỉnh núi cao Trên mộ trồng thêm một bông hoa. Và rồi khi có người đi qua đây, oh bella ciao, bella ciao, bella ciao, ciao, ciao Và người ta thấy bông hoa giữa chiến trường Họ phải thốt lên rằng "bông hoa tuyệt đẹp." Đây là bông hoa của chiến sĩ du kích, oh bella ciao, bella ciao, bella ciao, ciao, ciao Đây là bông hoa của chiến sĩ du kích Đã nằm xuống vì độc lập tự do |

## Phiên bản quốc tế
Ngoài phiên bản tiếng Ý gốc, bài hát đã được ghi âm lại bởi nhiều nghệ sĩ bằng nhiều ngôn ngữ khác nhau, bao gồm tiếng Albania, tiếng Ả Rập, tiếng Bosnia, tiếng Breton, tiếng Catalan, tiếng Trung, tiếng Croatia, tiếng Đan Mạch, tiếng Anh, tiếng Esperanto, tiếng Phần Lan, tiếng Đức, tiếng Hy Lạp, tiếng Hindi, tiếng Hungary, Tiếng Do Thái, tiếng Nhật, tiếng Ba Tư, tiếng Na Uy, tiếng Occitan, tiếng Nga, tiếng Serbia, tiếng Slovenia, tiếng Tây Ban Nha, tiếng Syriac, tiếng Thụy Điển, tiếng Tagalog, tiếng Telugu, tiếng Thái, tiếng Tây Tạng, tiếng Thổ Nhĩ Kỳ và tiếng Ukraina. Ngoài ra ca khúc này đã được tác giả Hoàng Hiệp phổ lời Việt mang tên "Tạm Biệt Mẹ" và được ca sĩ nhí Xuân Mai trình bày.

## Tính phổ biến
Là một bài thánh ca nổi tiếng quốc tế về tự do, nó đã được giới thiệu tại nhiều sự kiện lịch sử và cách mạng. Bài hát ban đầu được du kích Ý chiến đấu chống lại quân chiếm đóng của Đức Quốc xã, nhưng hiện nay bài hát thể hiện quyền lợi vốn có của tất cả mọi người được giải phóng khỏi sự chuyên chế.

### Phim ảnh
"Bella Ciao" đã được sử dụng nhiều lần trong phim. Lần gần nhất trong bộ phim Hai Giáo hoàng (The Two Popes) năm 2019, trong một phân cảnh nhạc bài hát cũng vang lên.
Và không thể không nhắc đến bộ phim Money Heist gây sốt trên Netflix đã đưa bài hát Bella Ciao phổ biến khắp toàn cầu.